# 流体动力学聚焦
在微生物学中，流体动力学聚焦（英語：Hydrodynamic focusing）是一种使得流式细胞仪或库尔特计数器的细菌或细胞测定结果更精确的技术。它利用流体动力学原理，促使细胞位于鞘液中心，并且呈单列排列依次通过检测区，从而实现单个细胞的精准检测。